# Karavómilos
Karavómilos (Karavomylos) är en ort i Grekland.   Den ligger i prefekturen Fthiotis och regionen Grekiska fastlandet, i den centrala delen av landet, 130 km nordväst om huvudstaden Aten. Karavómilos ligger 22 meter över havet och antalet invånare är 634.
Terrängen runt Karavómilos är kuperad norrut, men söderut är den platt. Havet är nära Karavómilos åt sydväst.  Närmaste större samhälle är Stylída, 8,5 km väster om Karavómilos. 